# Adam Malik
assinatura

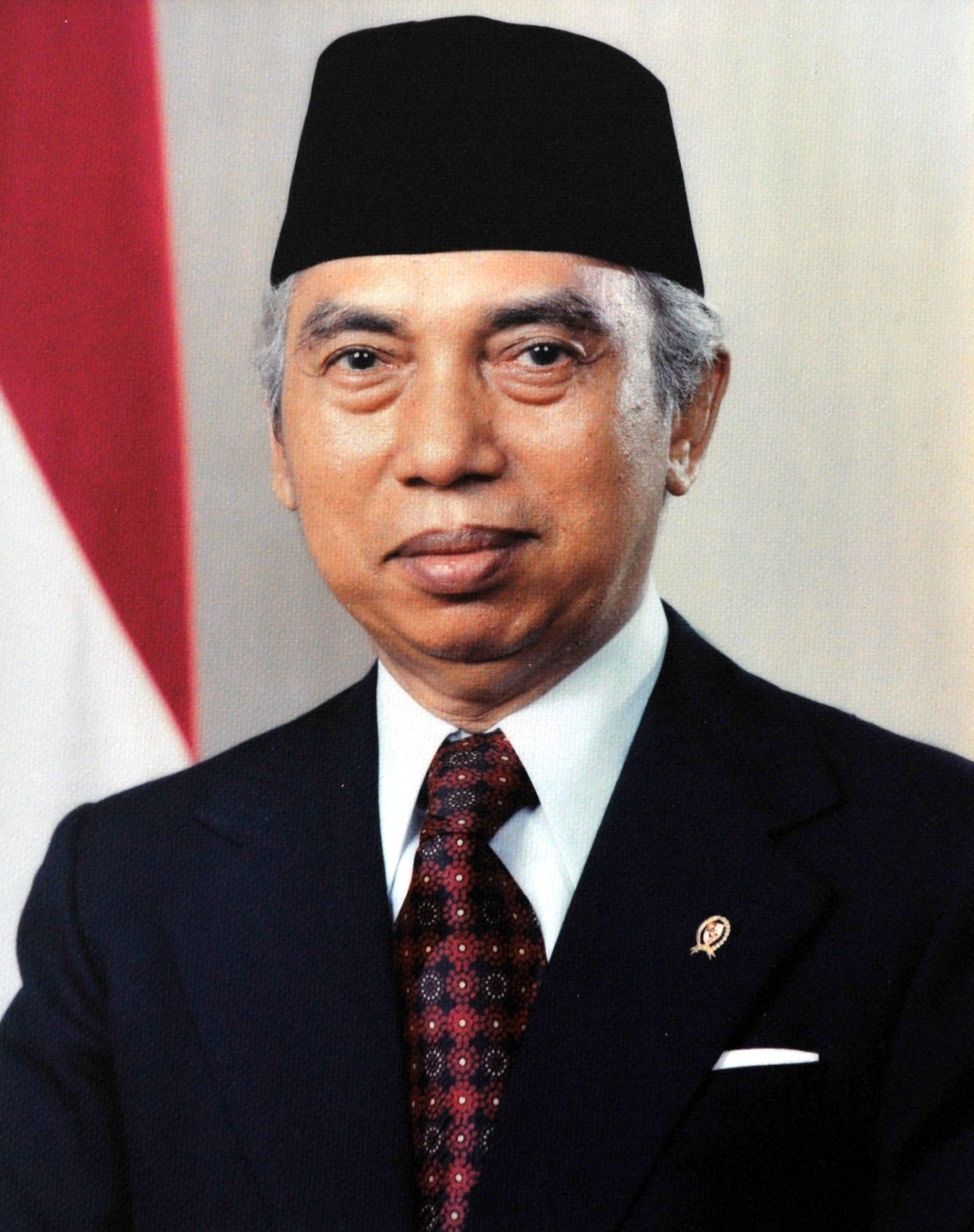
Adam Malik

Adam Malik (Pematangsiantar, 22 de julho de 1917 – Bandung, 5 de setembro de 1984)  foi um jornalista, diplomata e político da Indonésia.

## História
Jornalista de profissão foi o fundador em dezembro de 1937 da agência de notícias Antara na cidade de Jacarta.
Como político foi um dos fundadores dos partidos político Partai Rakjat em 1946 e do Murba Party em 1948.
Foi diplomata tendo servidor na Polônia e na União Soviética. Foi o presidente da Assembleia Geral das Nações Unidas no período de 1971–1972. Ocupou o cargo de vice-presidente da Indonésia no período de 1978 a 1983.